# QualityForward
QualityForwardは株式会社ベリサーブが開発・提供するクラウド型のソフトウェアテスト管理ツール  。

## 概要
QualityForwardは、クラウド上でソフトウェアテストの進捗状況や結果をリアルタイムに入力／集計／分析／出力するテスト管理ツール。
テストの進捗状況を表示するプログレスバー(進行状況バー)機能や、テスト観点や目的ごとの割合(シェア)やシェアごとのテストPASS率を表示するカバレッジパネル機能
実績グラフ・チャート自動生成機能、Webブラウザ上でスプレッドシート形式の編集が行える機能を備えており、分散拠点や、チーム単位で利用可能。開発はソニックガーデン。
サポートブラウザはGoogle Chrome、Microsoft Internet Explorer 11、動作推奨スペックCPUは2.60GHz以上、メモリ(Random Access Memory)8GB以上（2018年05月08日時点）。ユーザーライセンス制。

## 特徴
- テスト管理 ※テストケース一括取り込み・個別追加：Excel・CSVインポート／エクスポート、ブラウザ上での編集機能など
- 障害管理
- 進捗管理